# Drosophila yakuba
Espèce
Drosophila yakuba est une espèce d'insectes diptères du genre Drosophila. Cette mouche appartient au même sous-groupe que Drosophila melanogaster. D. yakuba est endémique d’Afrique tropicale et de Madagascar.
Le génome de Drosophila yakuba est entièrement séquencé et les informations relatives à cet organisme sont compilées dans FlyBase.

## Synonyme
- Drosophila opisthomelaina, Nolte et Stoch, 1950